# Richard Ludlow
Sir Richard Ludlow of Stokesay Castle and Hodnet (* um 1430; † 1498) war ein englischer Ritter.

## Leben
Sir Richard Ludlow war ein Sohn von William Ludlow.
Er begann seine Karriere als Justice of Array in Surrey 1457, wurde am Hofe zum Sergeant of the cellar und 1460 zum Keeper of Guildford Park, einem königlichen Jagdgebiet, ernannt.
Sir Richard diente als Sheriff of Shropshire 1477/78 und 1489.
Er erwarb mehrere Häuser und Ländereien, unter anderem in Henley (Surrey), Padmore und Downton (Shropshire).
Sir Richard begleitete Eduard IV. 1475 auf dessen Frankreichfeldzug und wurde durch seinen Souverän am 18. April 1475 zum Knight of the Bath geschlagen.
Sir Richard Ludlow starb 1498.

## Ehe und Nachkommen
Sir Richard war verheiratet mit Isabelle Pembridge.
Das Paar hatte zumindest einen Sohn:
- John